# Tom Nattermann
Tom Nattermann (* 16. April 1993 in Riesa) ist ein deutscher Fußballspieler. 

## Werdegang
Nattermann begann seine Fußballlaufbahn in der Jugend von Grün-Weiß Miltitz, bevor er 2002 im Alter von neun Jahren zum FC Sachsen Leipzig kam, wo er bis zu den B-Junioren alle weiteren Jugendmannschaften durchlief. 2009 wechselte er als Teil von insgesamt vier Jugendmannschaften zum neugegründeten RB Leipzig. In der Saison 2009/10 war er Kapitän der B-Junioren. In der folgenden Saison war er für die A-Junioren unter Trainer Tino Vogel aktiv und nahm im Sommer 2011 als Testspieler im Rahmen des 73. Blue Stars/FIFA Youth Cup an Spielen der U-19 von Red Bull Salzburg teil. In der Saison 2011/12 schaffte er mit den A-Junioren Leipzigs den Aufstieg in die Bundesliga. Insgesamt traf Nattermann für die U-17 und die U-19 in 59 Spielen 41 mal.
Nachdem er im Sommer 2012 am Trainingslager der ersten Mannschaft im türkischen Belek teilgenommen hatte, bekam Nattermann als erster eigener Nachwuchsspieler einen Profivertrag von RB Leipzig. Nachdem er sich jedoch in einem der Vorbereitungsspiele gegen die SG Union Sandersdorf an der Schulter verletzt hatte, konnte er nicht wie geplant für die erste Mannschaft spielen. Am 4. November 2012 stand er erstmals für die zweite Mannschaft auf dem Platz. Nachdem er bis 2015 nur zwei Spiele für die zweite Mannschaft bestritten hatte und mit der ersten Mannschaft lediglich ein Testspiel gegen Pogoń Stettin im September 2014 bestritt, wechselte er zur Saison 2015/16 zum Zweitliga-Absteiger FC Erzgebirge Aue in die 3. Liga, wo er einen Zweijahresvertrag erhielt. Im Januar 2016 wurde er an den FC Carl Zeiss Jena ausgeliehen. Im März 2016 schoss er sein erstes Tor für die Jenaer. Bis zum Ende der Saison kam er auf zwölf Einsätze, bei denen er drei Treffer erzielte. Im Juli wurde er von Energie Cottbus verpflichtet. Am 12. Spieltag kam er bei der 1:2-Niederlage gegen Berliner AK 07 erstmals zum Einsatz, war über die Saison lediglich Ergänzungsspieler. Bis zum Saisonende kam er auf acht Einsätze bei sieben Einwechslungen. In der Sommerpause 2017 wechselte er zum Ligakonkurrenten VfB Germania Halberstadt.
Zur Saison 2018/19 wechselte er zum SV Babelsberg 03. Im Sommer 2020 folgte er seinem Trainer Almedin Civa zum 1. FC Lokomotive Leipzig. Zu Beginn der Saison 2022/23 kehrte Nattermann ablösefrei zurück zum SV Babelsberg 03, für den er abermals 20 Spiele absolvierte. Zur Saison 2023/24 wechselt er zu Tennis Borussia Berlin in die Oberliga Nordost. Seit Februar 2025 spielt er für SV Viktoria Potsdam in der achtklassigen Landesklasse Brandenburg.